# 富波村
富波村（となみむら）は、かつて岐阜県山県郡にあった村である。
合併で山県郡美山村（1964年に町制施行し、美山町）となり、現在は山県市の一部である。
村名は、富永の富と、青波の波を合わせた合成地名である。
旧・美山町の南部に位置し、武儀川沿いの村であった。

## 歴史
- 江戸時代末期、この地域は美濃国山県郡であり、岩村藩領であった。
- 1889年（明治22年）7月1日 - 富永村と青波村が合併し発足。
- 1955年（昭和30年）4月1日 - 山県郡谷合村・葛原村・北山村・北武芸村・西武芸村、武儀郡乾村と合併し美山村が発足。同日富波村廃止。

## 教育
- 富波村立富波小学校。2010年に乾小学校と西武芸小学校と統合され、現・山県市立美山小学校。）
- 富波村立富波中学校 （1966年に富波中学校、乾中学校、西武芸中学校が統合され、美山町立美山南中学校。2003年に美山北中学校と統合され、現・山県市立美山中学校）

## 神社・仏閣
- 白山神社
- 三光寺
- 林泉寺